# Brownleea galpinii
Brownleea galpinii é uma espécie de orquídea terrestre com pequenas flores, cujo gênero é proximamente relacionado às Disa.  Esta espécie é originária do Zimbábue e África do Sul, onde habita áreas elevadas, sujeitas a chuvas de verão, principalmente nas campinas encostas das montanhas, florescendo no final do verão. Existe em Lesoto uma variedade mais robusta, denominada variedade major.